# Савицький Марко Іванович
Маркó Сави́цький (нар. 27 березня 1974, Львів) — український архітектор, реставратор. Засновник архітектурного бюро Savytskyy Design. Спеціалізується на проєктуванні об’єктів у сфері гостинності, освітніх і медичних закладів, а також реконструкції та реставрації історичних будівель, поєднуючи традиційні підходи з новітніми цифровими технологіями. 
Відомий своєю діяльністю у сфері збереження архітектурної спадщини Львова та інших міст України, а також впровадженням принципів інклюзивності та безбар’єрності в архітектурному середовищі.
Член Національної спілки архітекторів та архітектурно-містобудівної ради м.Львів.

## Життєпис

### Рання біографія та освіта
Марко Савицький народився 27 березня 1974 року в місті Львів. 
У 1993 році, після закінчення Технікуму харчової промисловості, вступив до Національного університету «Львівська політехніка» на факультет архітектури. У 2000 році отримав вищу архітектурну освіту за спеціальністю «Об'ємне проєктування будівель та споруд».
В 2003 році створив власне архітектурне бюро «Перша архітектурна майстерня», яке в 2013 році була перейменоване в Savytskyy Design.
З 2005 по 2009 рік здобував другу вищу освіту в Східноєвропейському університеті імені Рауфа Аблязова за спеціальністю «Економіка та підприємництво».
В 2019 році став випускником семінару «Відповідальне лідерство» від Інституту Аспена.

### Участь у журі
- 2020 — член журі бліц-конкурсу на кращу концепцію дизайну елементів благоустрою міського середовища у м. Львів.[9]
- 2021 — член журі архітектурного конкурсу на найкращу проєктну пропозицію будівлі крематорію у м. Львів.[10]
- 2022 — член журі архітектурного конкурсу на реставрацію будівель на вулиці Левка Лук’яненка в м. Івано-Франківськ.[11]
- 2022 — член журі архітектурного конкурсу на кращу пропозицію з ревіталізації будівлі на проспекті Свободи у м. Львів.[12]
- 2022 — член журі архітектурного бліц-конкурсу на найкращу проєктну пропозицію Центру соціальних інновацій на вул. Івана Франка у м. Львів.[13]
- 2023 — член журі архітектурного конкурсу на кращий проєкт реконструкції будівлі на площі Польський ринок у м. Кам’янець-Подільський.[14]
- 2024 — член журі архітектурного конкурсу на облаштування меморіального комплексу військових поховань Героїв України на вул. Мечникова у м. Львів.[15]
- 2025 — член журі архітектурного конкурсу на проєкт храмового комплексу Ікони Пресвятої Богородиці Скоропослушниці у м. Львів.[16]
- 2025 — член журі всеукраїнського архітектурного конкурсу «Творець року».[17]
- 2025 — член журі архітектурного конкурсу на проєктну пропозицію алеї пам’яті полеглих Героїв Національної Гвардії України.[18]

### Інша діяльність
У 2012 році Марко Савицький разом із дружиною Марією Гром заснували майстерню «Зробив тато» — розпочавши виробництво іграшок із екологічних матеріалів.
2024 — ведучий документального медіа-проєкту «Відновлення міст» від Ukraїner.
З початку 2025 року — військовослужбовець Національної гвардії України. 

## Діяльність бюро
Архітектурне бюро Savytskyy Design спеціалізується на проєктуванні, реконструкції та реставрації історичних об’єктів, а також на створенні сучасних громадських і житлових просторів. Діяльність бюро вирізняється людиноцентричним підходом, дбайливим ставленням до контексту та спадщини, сміливими архітектурними рішеннями й прагненням поєднати традицію з інноваціями. Команда особливу увагу приділяє впровадженню цифрових технологій у сфері збереження культурної спадщини України та розвитку сталого, інклюзивного середовища.
У практиці бюро активно застосовуються 3D-сканування та електронні спектрометри. Підхід Savytskyy Design ґрунтується на глибокій повазі до історичної автентичності об'єктів і водночас орієнтований на сучасні архітектурні стандарти та міждисциплінарну взаємодію.
У 2018 році проєкт Park: Art of Rest став переможцем премії European Property Awards (Велика Британія) у категорії Leisure Interior (Інтер’єр дозвілля).
Після повномасштабного вторгнення в Україну бюро також активно працює над соціальними проєктами.

### Обрані реалізовані архітектурні проєкти
- Реставрація пам’ятки культурної спадщини — Кам’яниця Гепнерівська (площа Ринок №28, Львів, Україна, 2016);[24][25]
- Івент-хол та ресторан Park.Art of Rest (Львів, Україна, 2017);[21]
- Реставрація івент-холу та гостьових кімнат замку замку Schloss Gurhof (Гансбах, Австрія, 2018);[26]
- Реставрація необарокових кам’яниць (проспекті Шевченка №26-28, Львів, Україна);[27]
- Центр протезування й реабілітації Superhumans (Львів, Україна, 2023);[3]
- Реставрація кам’яниці на вул. Вірменській №8 (Львів, Україна).